# Speedpainting

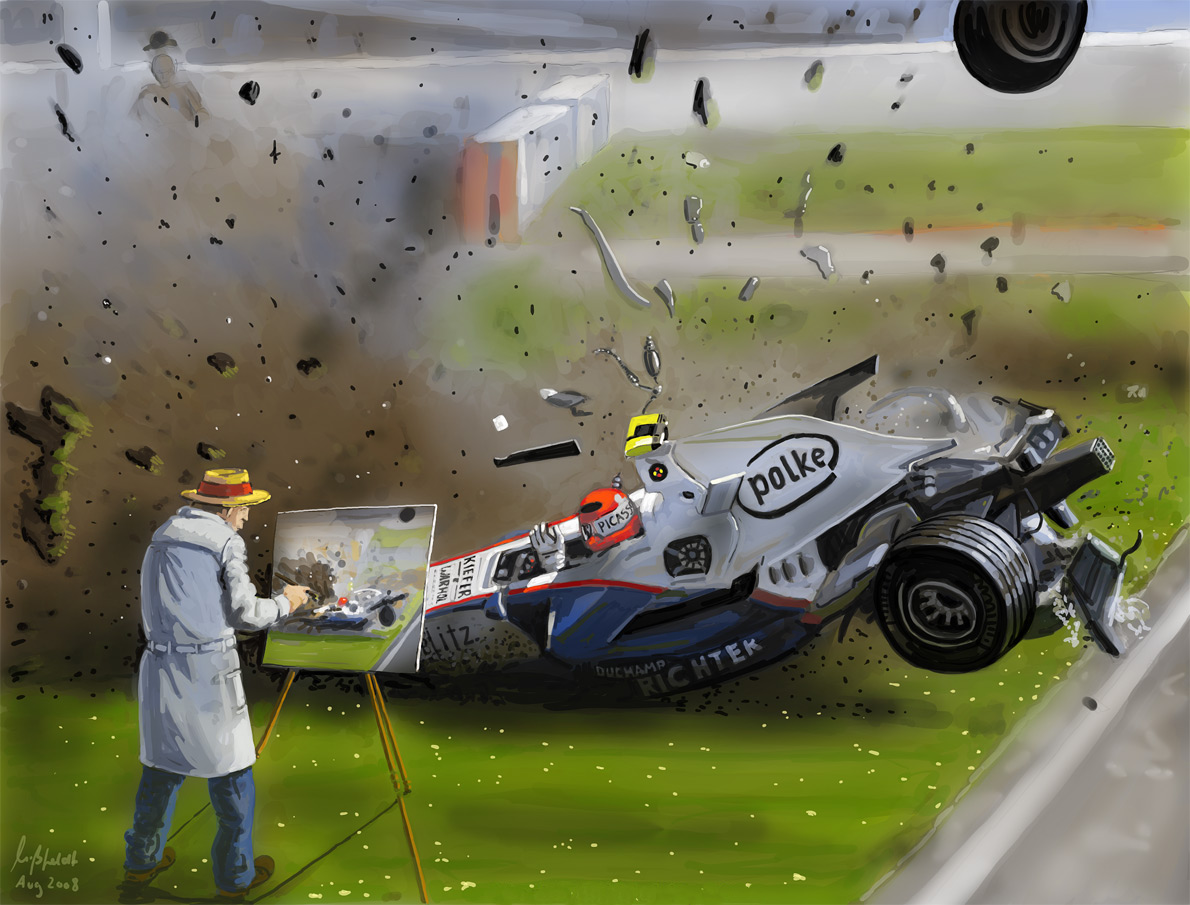
Martin Mißfeldt: Digital gemaltes Bild des Formel-1-Unfalls von Robert Kubica in Kanada. Ein Video im Zeitraffer zeigt den dreistündigen Malprozess.

Der Begriff Speedpainting (Schnellmalerei) bezeichnet eine besonders schnelle Vorgehensweise bei der Arbeit mit digitalen Mal- und Bildbearbeitungsprogrammen.
Hierbei wird versucht, mit wenig Pinselstrichen möglichst effizient ein Bild herzustellen. Die dazu benötigte Zeitspanne ist eher zweitrangig, der Name bezieht sich auf die effiziente Arbeitsweise.
Speedpainting erfuhr eine weite Verbreitung, seitdem in der digitalen Malerei mit Grafiktabletts eine schnelle Arbeitsweise möglich ist. Besonders in Paintchats (kooperative Malprogramme) ist eine schnelle Arbeitsweise notwendig, da hier in Echtzeit miteinander gezeichnet und kommuniziert wird und lange Wartezeit als negativ wahrgenommen wird.
Speedpainting hat eine neue Wortbedeutung in der Welt der digitalen Streams gefunden. Es wird per Kamera gefilmt, wie ein Bild in mehreren Stunden entsteht. Das Video wird auf etwa 5 Minuten beschleunigt und dann als Stream angeboten.

## Beispiele
Überkopf-Speedpainting vor dem Centre Georges-Pompidou in Paris

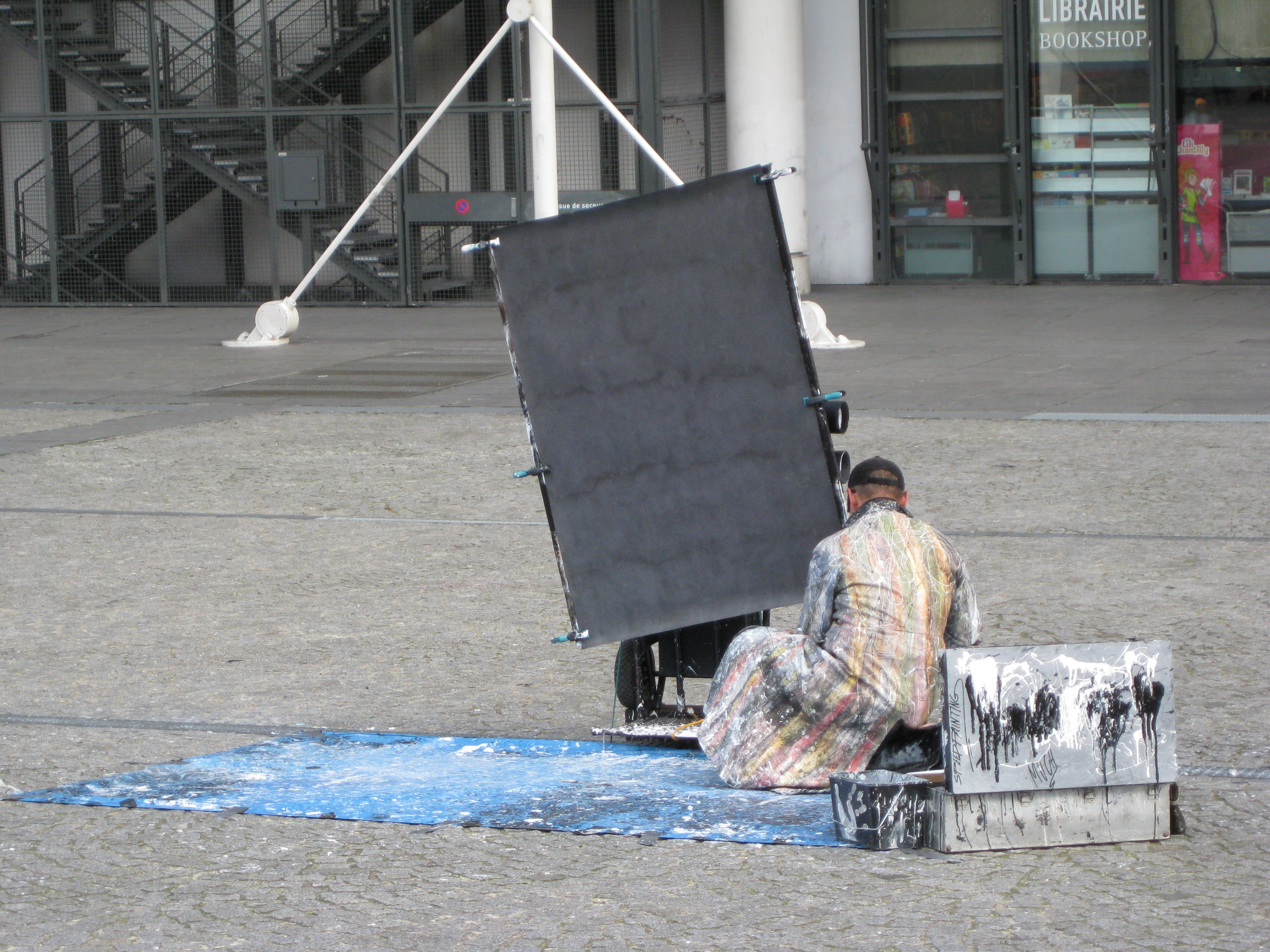
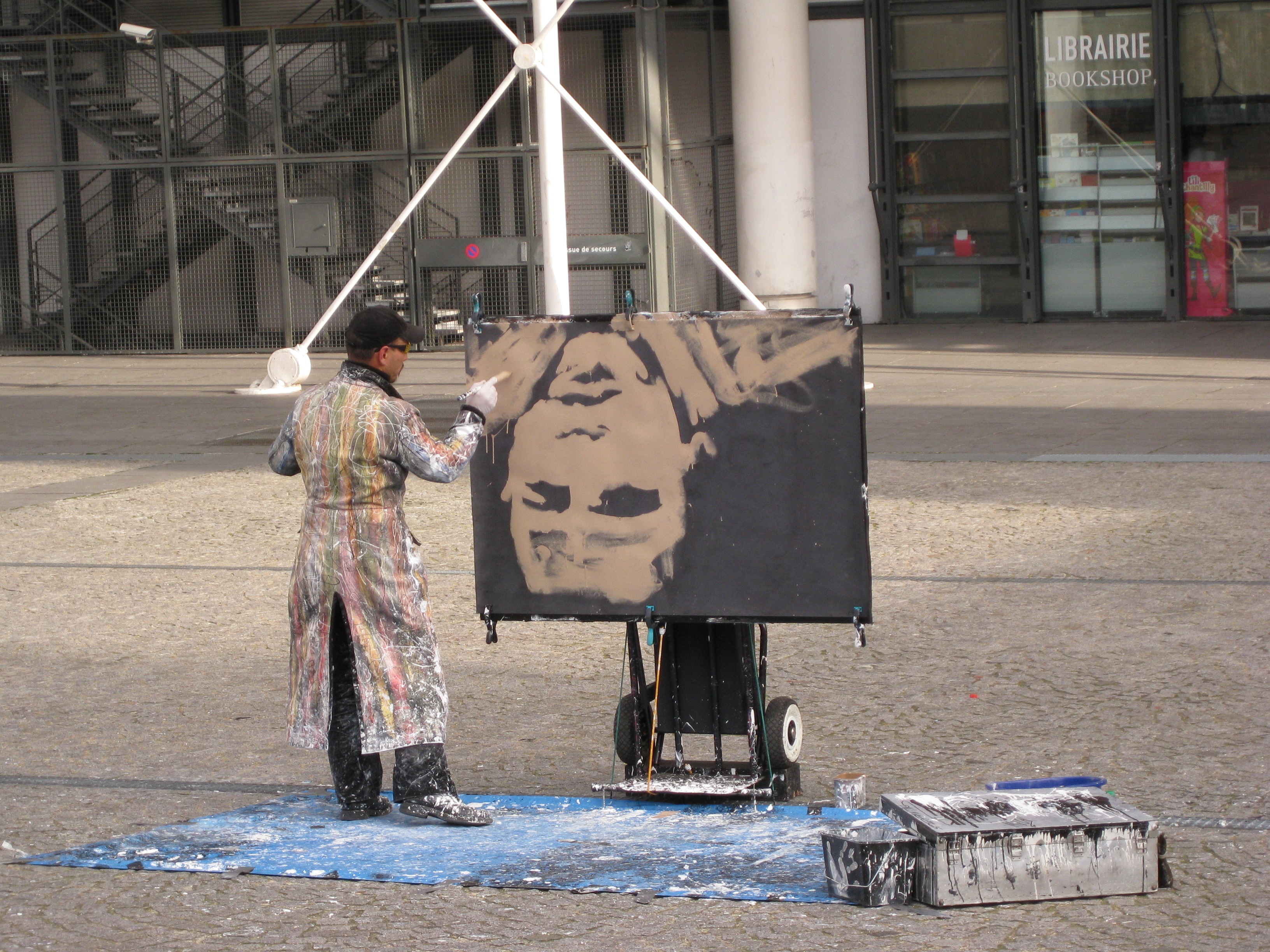
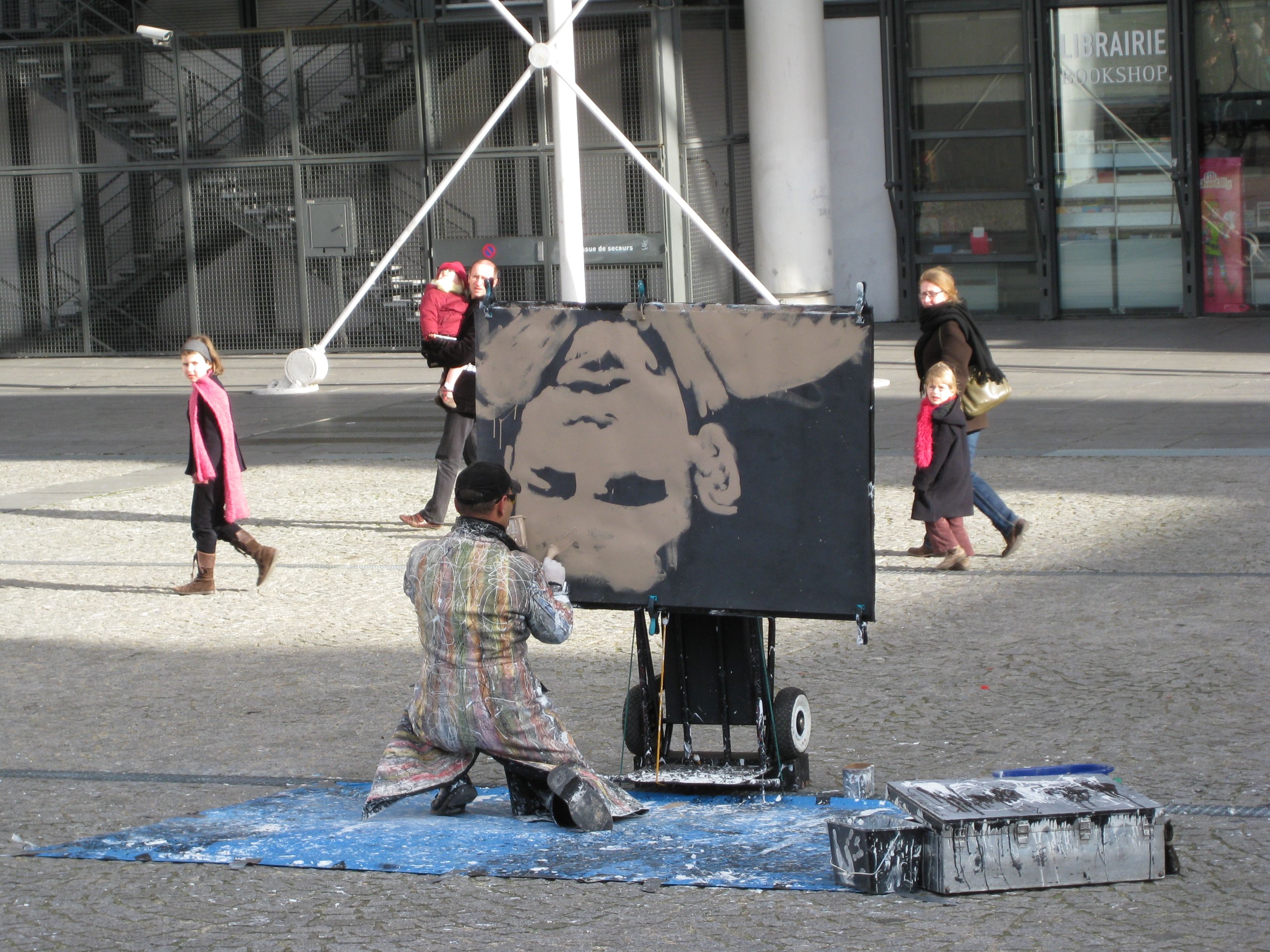
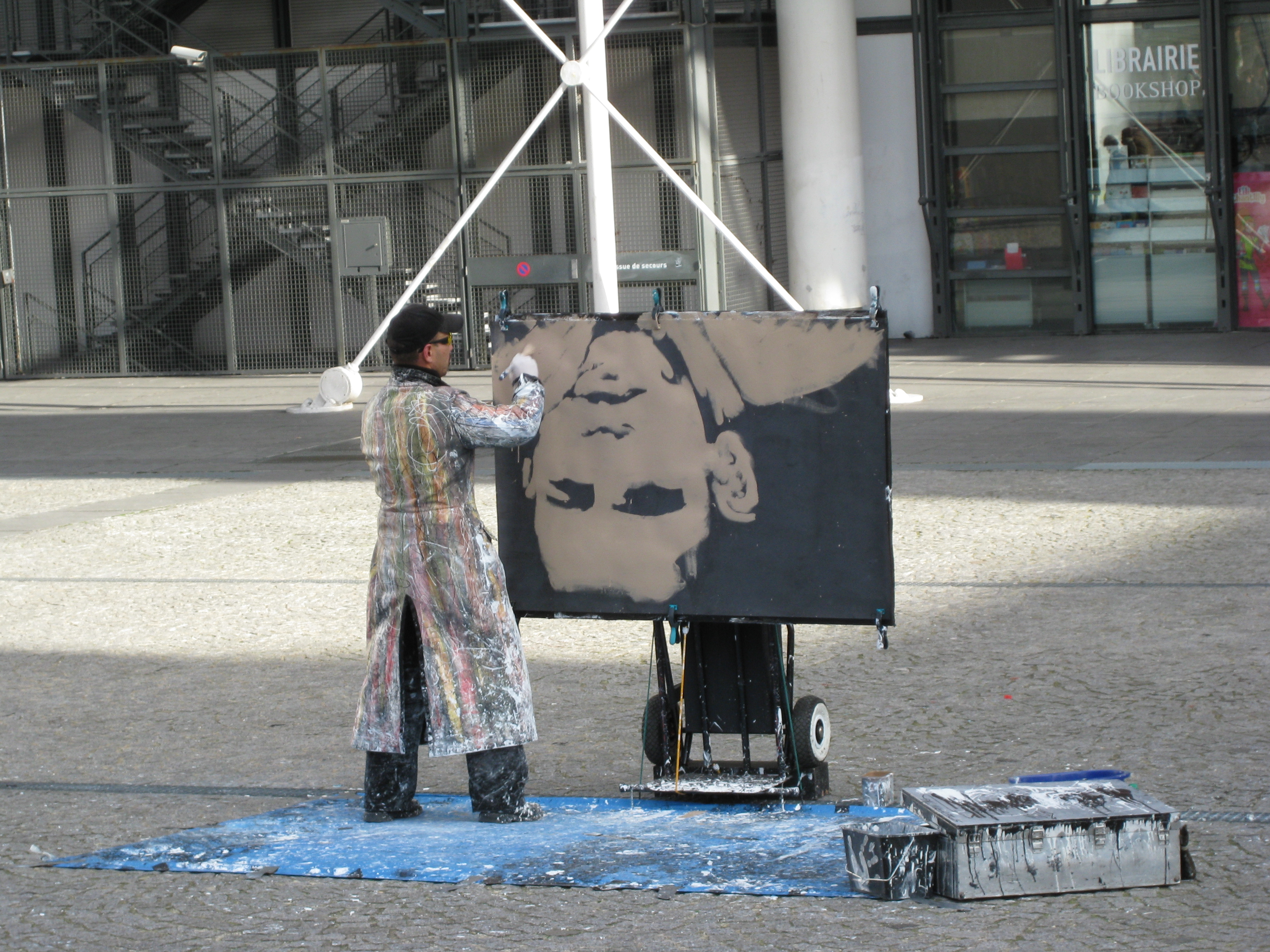
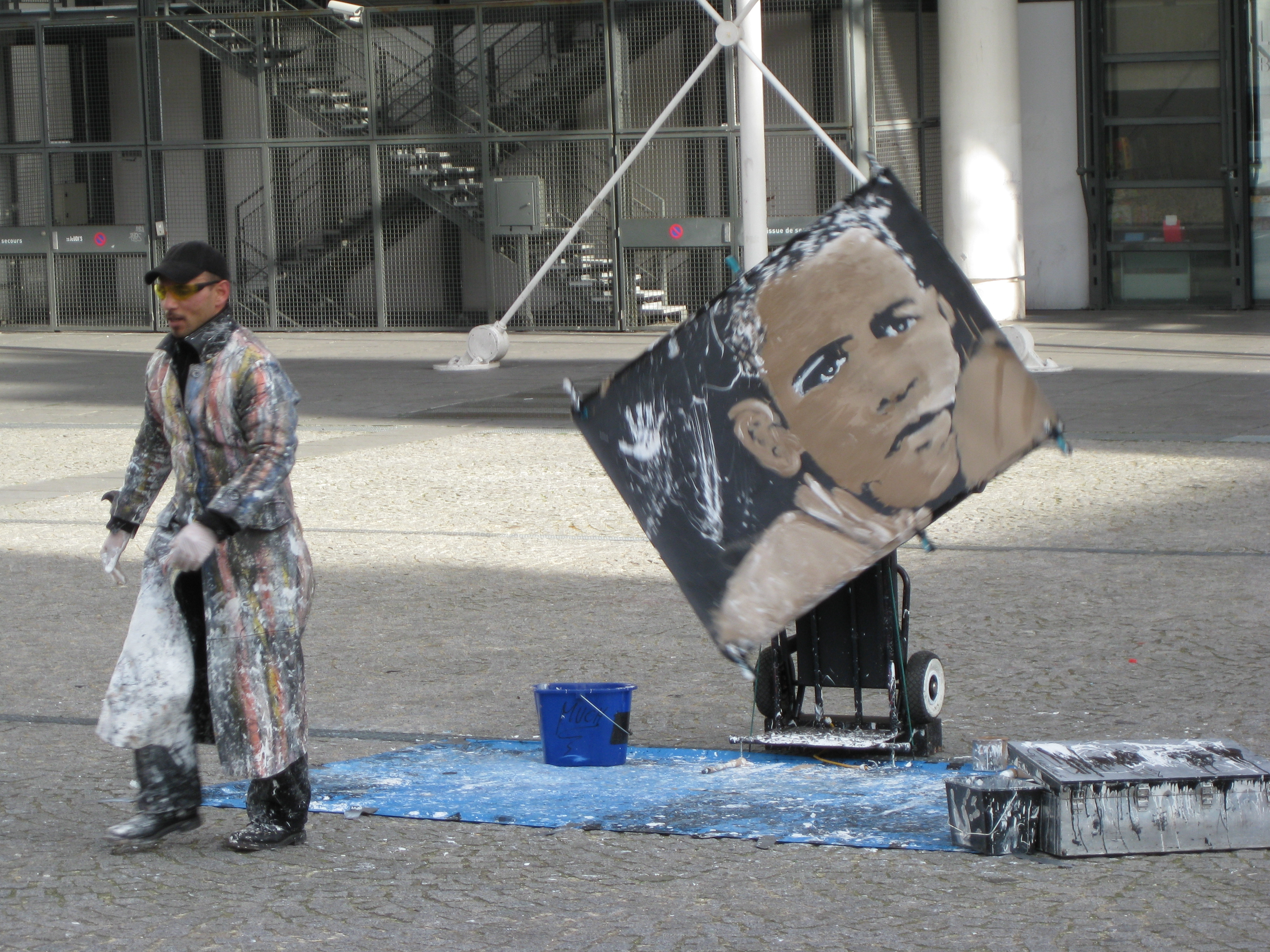
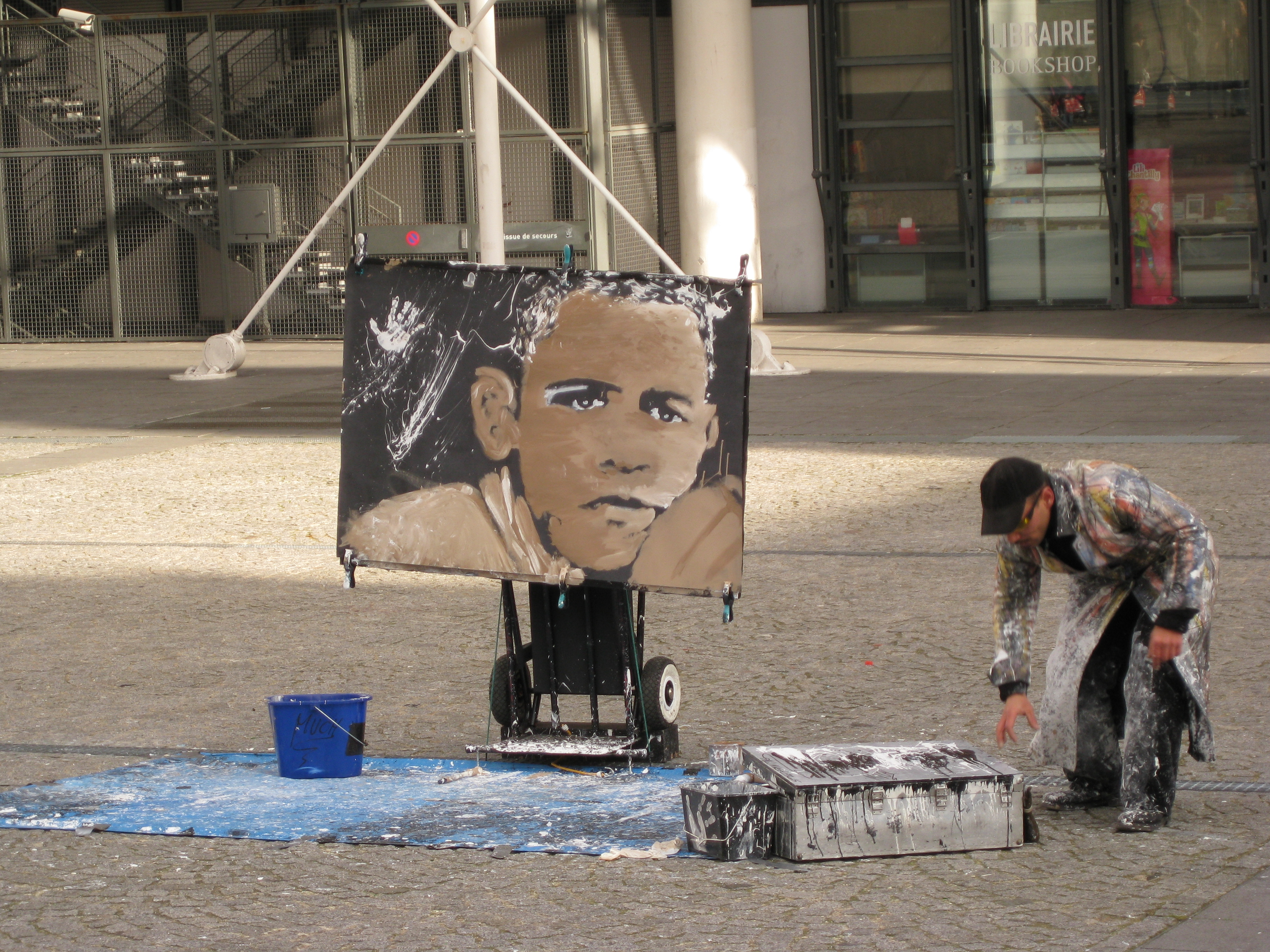